# Balanza de Gouy

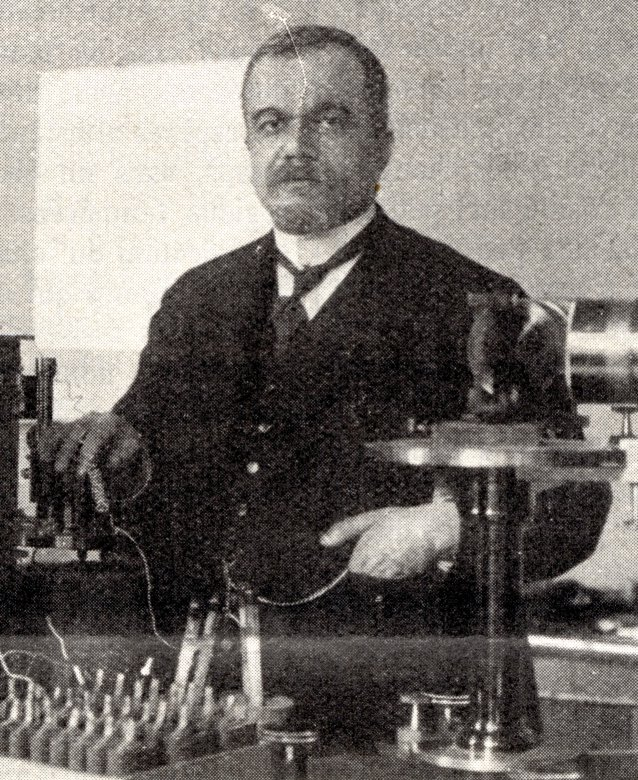
Louis Georges Gouy, que da nombre a la balanza

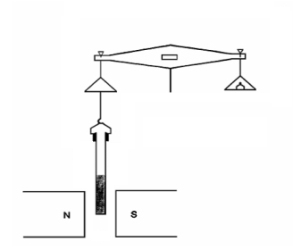
Diagrama esquemático de una balanza de Gouy

La balanza de Gouy, inventada por el físico francés Louis Georges Gouy (1854-1926), es un dispositivo que sirve para medir la susceptibilidad magnética de una muestra, en particular su atracción o repulsión por un gradiente de campo magnético, derivada del cambio de energía producido por este campo (efecto Zeeman). Este método es de importancia histórica, de interés didáctico, y permite determinaciones susceptométricas a un coste muy bajo. Sin embargo, en las investigaciones actuales es común el uso de métodos mucho más sensibles y versátiles, como son los magnetómetros dotados de SQUID.
Para usarla, la muestra se introduce en un recipiente cilíndrico alargado, suspendido de una balanza y penetrando parcialmente entre los polos de un imán. La balanza mide el cambio de masa aparente al ser repelida o atraída por la región de alto campo magnético entre los polos. La fuerza que constituye el cambio aparente de peso está relacionada con la susceptibilidad por:

{\displaystyle f={\frac {A\chi _{M}H^{2}}{2V_{m}}}}

donde A es el área del recipiente, {\displaystyle \chi _{M}} la susceptibilidad magnética, H el campo magnético aplicado y {\displaystyle V_{m}} el volumen molar de la sustancia que se está examinando. Algunas balanzas comerciales están adaptadas para que sea posible este uso. En la aplicación tradicional, la muestra se desplaza hasta que está entre los polos de un imán fijo. Una adaptación más reciente, el llamado método de Evans, usa una muestra fija e imanes móviles.